# خور فورث

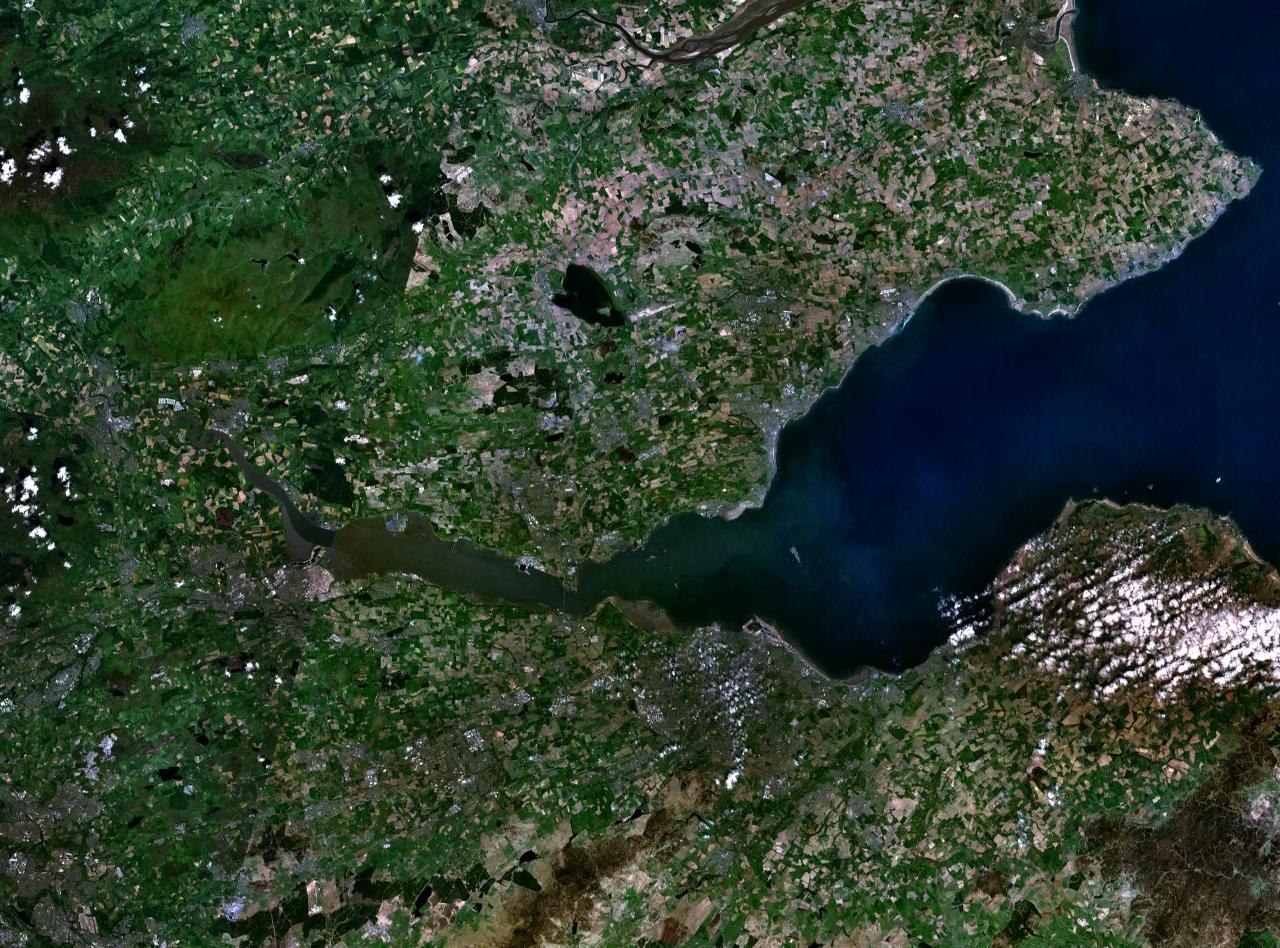
نگاره ماهواره‌ای از خور فورث

خور فورث (به انگلیسی: Firth of Forth - به گالیک اسکاتلندی: Linne Foirthe) نام خوری است که در دهانه رود فورث در شرق اسکاتلند قرار دارد. دریای شمال در شرق، شهر ادینبرا و منطقه لوثیان شرقی در جنوب، و منطقه فایف در شمال خور فورث قرار دارند.
خور فورث در اصل یک آبدره است که در واپسین عصر یخبندان شکل گرفته‌است.

## بازرگانی و ترابری
خور فورث از آبراه‌های پر رفت‌وآمد اسکاتلند محسوب می‌شود و بسیاری از کشتی‌های بازرگانی، نفت‌کش‌ها و سکوهای نفتی از آن عبور می‌کنند. سواحل شمالی و جنوبی این خور توسط پل جاده‌ای فورث، پل راه‌آهن فورث و پل کلکمننشایر به هم پیوسته‌اند. همچنین یک سرویس رفت‌وآمد توسط هاورکرافت مسافران را بین شهر ادینبرا در جنوب و کرکالدی در شمال خور منتقل می‌کند.